# مؤسسة إسبرانتو العالمية

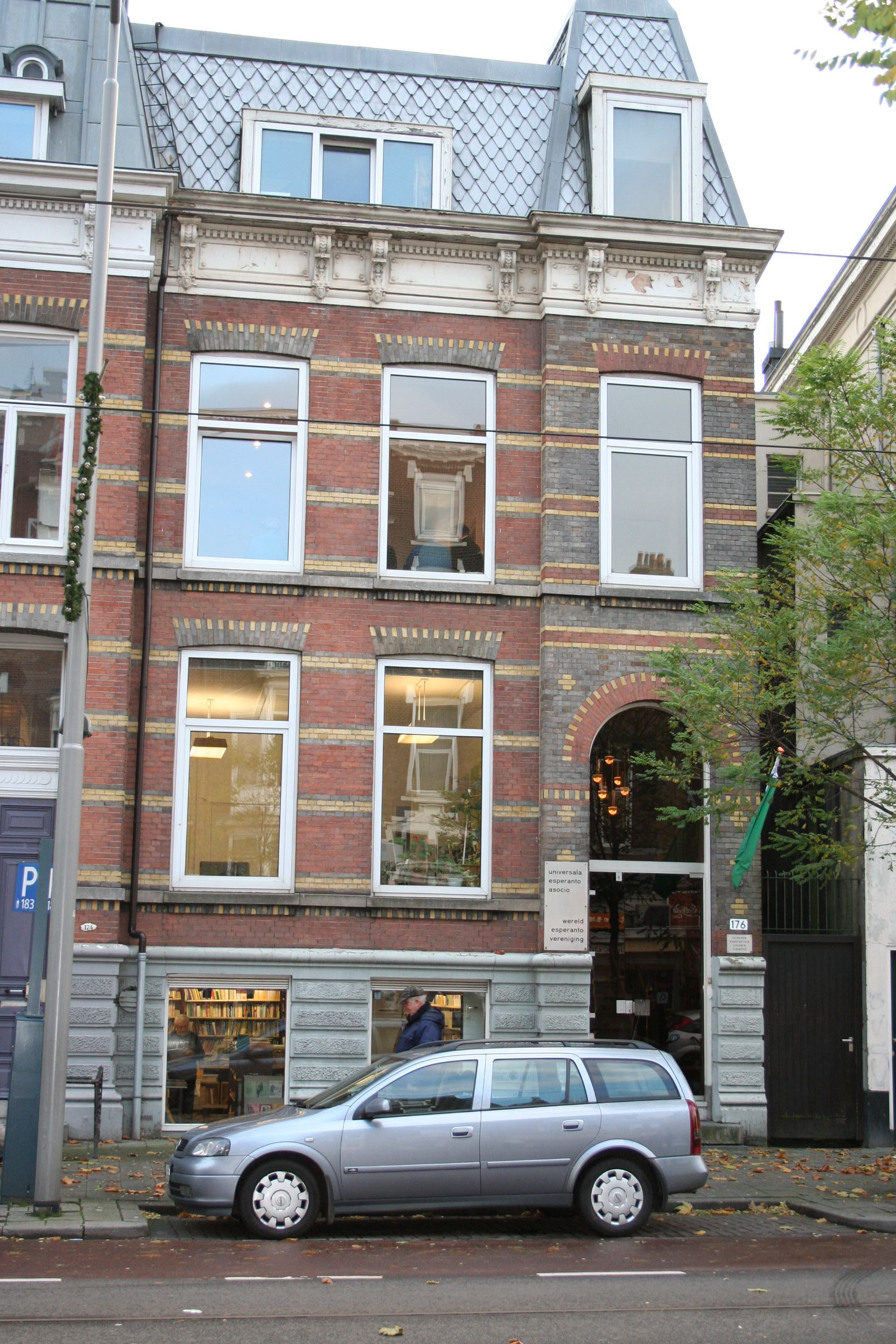

المنظمة العالمية للإسبرانتو (بالإسبرانتو: UEA: Universala Esperanto-Asocio) هي أكبر منظمة دولية لمتحدثي الإسبرانتو، وتضم أعضاء من 119 دولة حول العالم، ورئيسها الحالي هو الهندي بروبال داسغوبتا الذي انتخب لهذا المنصب عام 2007. للمؤسسة علاقات مع الأمم المتحدة واليونسكو وعلاقات استشارية مع اليونيسف والاتحاد الأوروبي، وعلاقة عملية مع مؤسسة الدول الاميركية والمنظمة عضو في مجلس اللغات الأوروبية.
تأسست المنظمة العالمية للإسبرانتو عام 1908 على يد الصحفي السويسري هيكتور هودلر وآخرين، والمقر الحالي للمنظمة في مدينة روتردام الهولندية كما يتبعها مكتبان في مبنى الأمم المتحدة في مدينة نيو يورك.
تنظم المنظمة مؤتمرًا سنويًا للإسبرانتو (Universala Kongreso de Esperanto) يشارك فيه 1500-3000 شخص ويعقد سنويًا في مدن مختلفة.
تنشر المنظمة العديد من الكتب والمجلات كما أن لها مراكز بيع كتب في أنحاء أوروبا. وللمنظمة مراسلون في أنحاء العالم.
التَيْو، أو المنظمة العالمية للشباب الناطق بالإسبرانتوهي القسم الشبابي التابع للمنظمة. وينظم «تيو» المؤتمرالدولي (Internacia Junulara Kongreso) كل سنة ويشمل المؤتمر أنشطة متنوعة من حفلات ورحلات ومسابقات وغيرها.

## وصلات خارجية
- موقع المنظمة العالمية للإسبرانتو (بسبع لغات)
- خدمة الكتب التابعة للمنظمة
- موقع المنظمة العالمية للشباب الناطق بالإسبرانتو